# Leïla Bekhti
Leïla Bekhti (* 6. března 1984, Issy-les-Moulineaux, Francie) je francouzská herečka alžírského původu. Hrála ve filmech Paříži, miluji tě či Prorok. Za výkon ve snímku Zlatý holky z roku 2010 získala Césara pro nejslibnější herečku.

## Filmografie
- Půlnoční slunce (2016)
- My tři, nebo nikdo (2015)
- L'Astragale (2014)
- Než přijde zima (2013)
- Náhradní plán (2011)
- Zlatý holky (2010)
- The Beast (La bête) (2009)
- Des poupées et des anges  (2008)
- Veřejný nepřítel č. 1 (2008)
- Ali Baba (2007)
- Sheitan (2005)
- Paříži, miluji tě (2005)
- Tricheurs (2006)
- Harkis (2006)
- Pour l'amour de Dieu (2006)
- Nesprávná víra (2006)